# Berkeley Studies
Berkeley Studies — академический ежегодный журнал, носивший название Berkeley Newsletter до декабря 2007 г. Основан в 1977. Журнал публикует самые разнообразные материалы, так или иначе связанные с жизнью и творчеством Дж. Беркли: оригинальные берклиеведческие исследования, заметки о значимых событиях в жизни ирландского мыслителя, рефераты докладов, прочитанных на Международных конференциях по философии Беркли, информацию о готовящихся конференциях и их тематике. Поскольку книги на английском языке по философии Беркли, за крайне редким исключением, не поступают в московские библиотеки, особенный интерес для российского читателя представляет регулярная публикация в журнале рецензий на издаваемые за рубежом новейшие англоязычные монографические исследования по философии Беркли.
Первоначально редакторами выпусков журнала были E. J. Furlong и David Berman, по чьей инициативе при поддержке кафедры философии Тринити-колледжа и Ирландской королевской академии было начато издание “Berkeley Newsletter”. С 1986 г. Давид Берман стал единственным редактором. В 1993—1994 гг. (“Berkeley Newsletter” № 13) соредактором стал Paul O’Grady. Выпустив в 1998 г. 15-й номер, журнал временно прекратил своё существование. Лишь в 2005 г. благодаря усилиям B. Belfrage, S. Parigi, L. Jaffro, T. Stoneham и особенно Marc Hight издание журнала было возобновлено. Сайт Hampden–Sydney College выделил пространство для журнала, который с этого времени начал издаваться в электронном виде. Прежние выпуски были оцифрованы. Главным редактором стал Bertil Belfrage (Швеция). Начиная с № 18 (2007), когда журнал был переименован в “Berkeley Studies”, главным редактором является Стефен Дэниел (президент Международного общества Беркли).
Важной частью работы редакции журнала является сбор библиографических сведений о публикациях по философии Беркли, изданных за последние десятилетия. Библиография служит дополнением к знаменитым библиографиям Томаса Э. Джессопа (1973) и Колина М. Тобейна (1982) и призвана охватить берклиеведческие исследования на всех европейских языках, включая славянские. Редакция приглашает читателей сообщать о тех публикациях, которые оказались пропущены в библиографии Сильвии Париги.
Западные историки философии всегда проявляли определённый интерес к восприятию идейного наследия Дж. Беркли в славянских странах. Этот интерес разделяет и редакция “Berkeley Studies”. Примером может служить публикация в журнале обзорной статьи Марты Шиманьска об исследованиях философии Беркли в Польше.